# Frénouville
Frénouville est une commune française, située dans le département du Calvados en région Normandie, peuplée de 2 022 habitants.

## Géographie

### Transport
La commune est traversée par la RD 613 (ex-RN 13) reliant Caen et Paris. En janvier 2012, le barreau autoroutier A813 ouvrira, permettant de relier la commune à l'autoroute A13 à l'est.

### Hydrographie
La commune est située dans le bassin Seine-Normandie. Elle est drainée par la Petite Rivière et le fossé 01 de la commune de Frenouville,,.

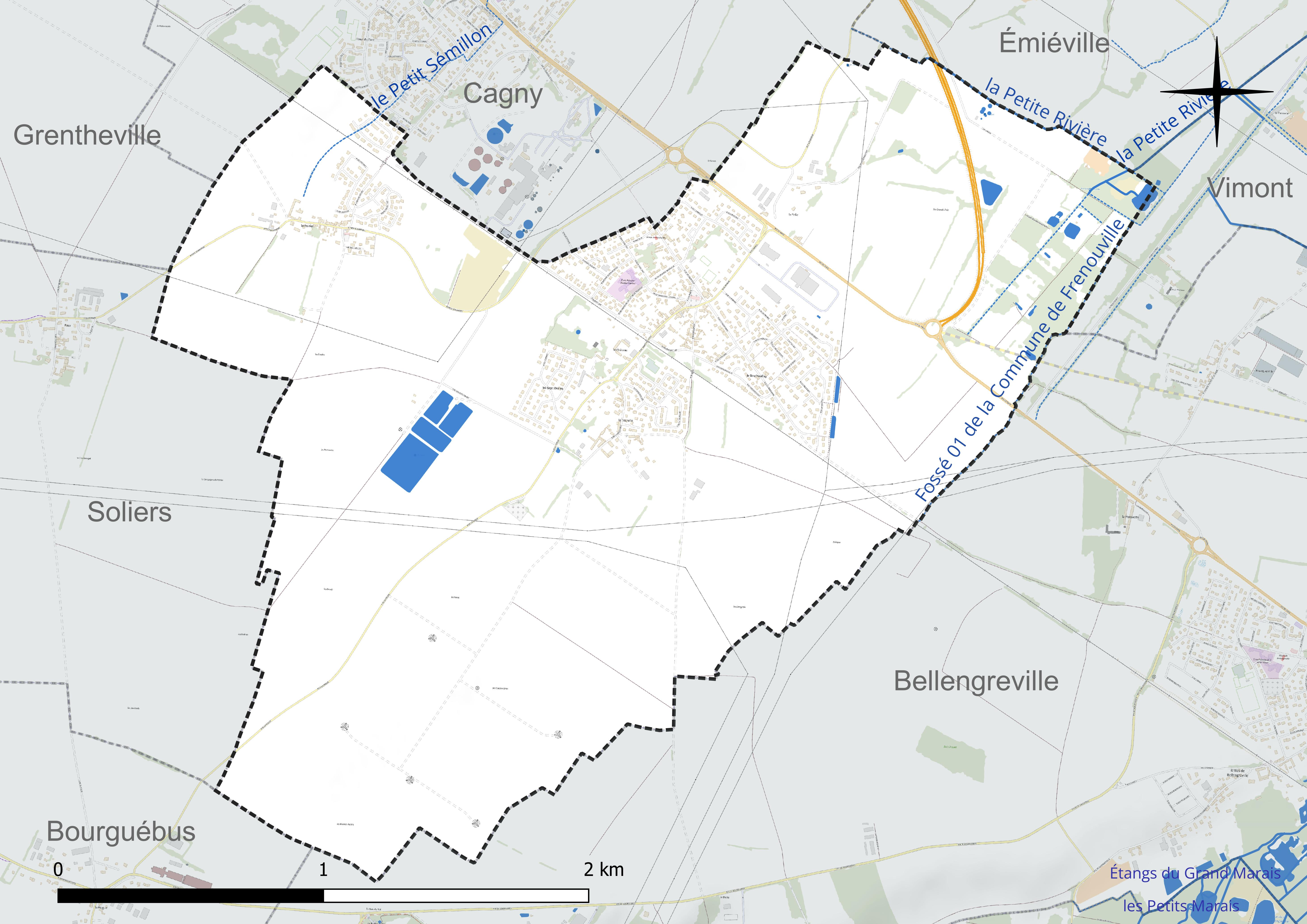
Réseau hydrographique de Frénouville.

### Climat
En 2010, le climat de la commune est de type climat océanique altéré, selon une étude du CNRS s'appuyant sur une série de données couvrant la période 1971-2000. En 2020, Météo-France publie une typologie des climats de la France métropolitaine dans laquelle la commune est exposée à un climat océanique et est dans la région climatique  Normandie (Cotentin, Orne), caractérisée par une pluviométrie relativement élevée (850 mm/a) et un été frais (15,5 °C) et venté. Parallèlement le GIEC normand, un groupe régional d'experts sur le climat, différencie quant à lui, dans une étude de 2020, trois grands types de climats pour la région Normandie, nuancés à une échelle plus fine par les facteurs géographiques locaux. La commune est, selon ce zonage, exposée à un « climat des plateaux abrités », correspondant à la plaine agricole de Caen à Falaise, sous le vent des collines de Normandie et proche de la mer, se caractérisant par une pluviométrie et des contraintes thermiques modérées.
Pour la période 1971-2000, la température annuelle moyenne est de 10,7 °C, avec  une amplitude thermique annuelle de 12,1 °C. Le cumul annuel moyen de précipitations est de 653 mm, avec 11,3 jours de précipitations en janvier et 7,4 jours en juillet. Pour la période 1991-2020, la température moyenne annuelle observée sur la station météorologique la plus proche, située sur la commune d'Argences à 6 km à vol d'oiseau, est de 11,6 °C et le cumul annuel moyen de précipitations est de 742,9 mm,. Pour l'avenir, les paramètres climatiques de la commune estimés pour 2050 selon différents scénarios d'émission de gaz à effet de serre sont consultables sur un site dédié publié par Météo-France en novembre 2022.

## Urbanisme

### Typologie
Au 1er janvier 2024, Frénouville est catégorisée bourg rural, selon la nouvelle grille communale de densité à 7 niveaux définie par l'Insee en 2022.
Elle appartient à l'unité urbaine de Frénouville, une agglomération intra-départementale dont elle est ville-centre,. Par ailleurs la commune fait partie de l'aire d'attraction de Caen, dont elle est une commune de la couronne,. Cette aire, qui regroupe 296 communes, est catégorisée dans les aires de 200 000 à moins de 700 000 habitants,.

### Occupation des sols
L'occupation des sols de la commune, telle qu'elle ressort de la base de données européenne d'occupation biophysique des sols Corine Land Cover (CLC), est marquée par l'importance des territoires agricoles (79,7 % en 2018), en diminution par rapport à 1990 (83,3 %). La répartition détaillée en 2018 est la suivante : 
terres arables (79,7 %), zones urbanisées (14 %), zones industrielles ou commerciales et réseaux de communication (3,1 %), forêts (3,1 %). L'évolution de l'occupation des sols de la commune et de ses infrastructures peut être observée sur les différentes représentations cartographiques du territoire : la carte de Cassini (XVIIIe siècle), la carte d'état-major (1820-1866) et les cartes ou photos aériennes de l'IGN pour la période actuelle (1950 à aujourd'hui).

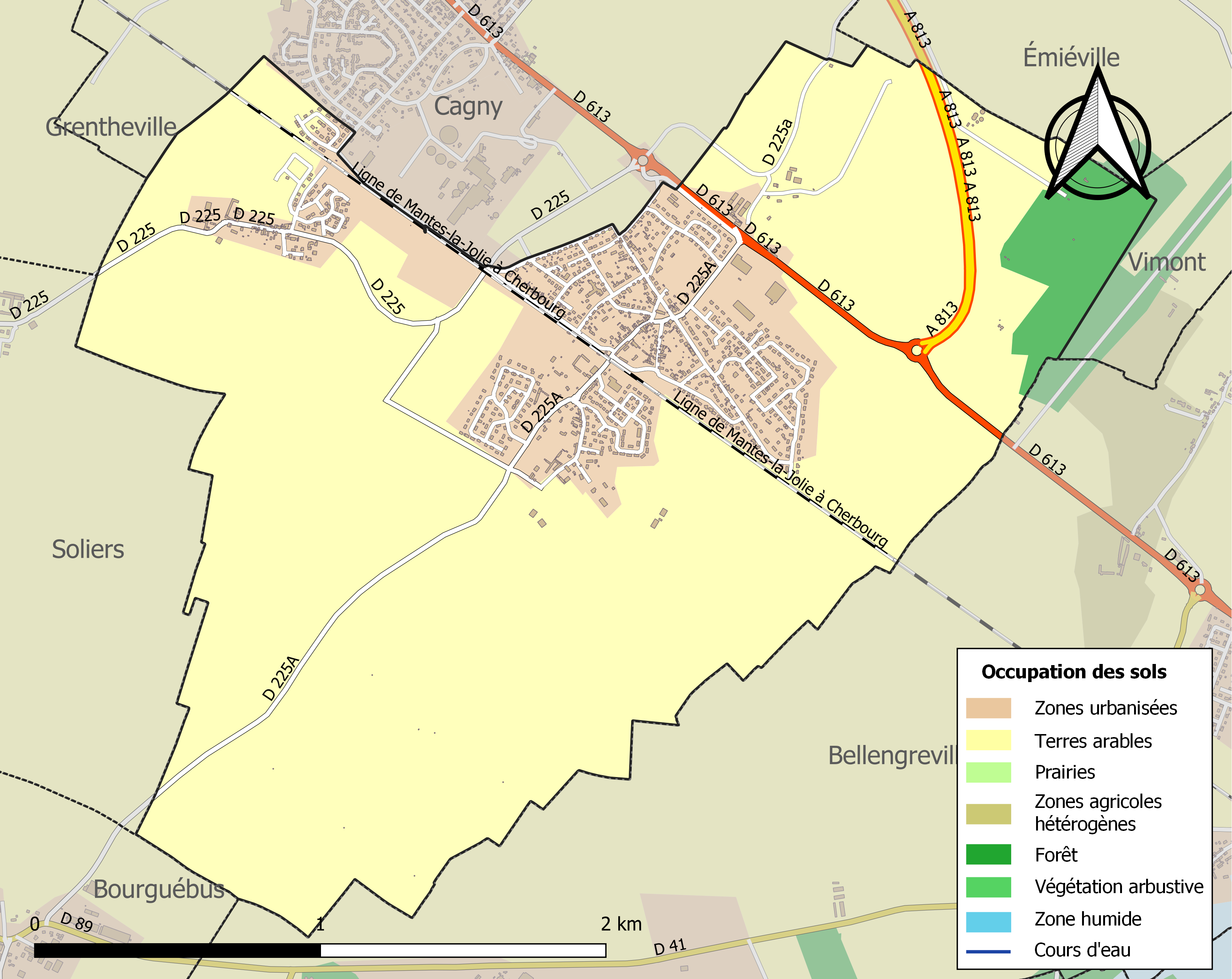
Carte des infrastructures et de l'occupation des sols de la commune en 2018 (CLC).

## Toponymie
Le nom du village est attesté sous les formes Furnovilla en 1068 (copie du XVe siècle, Sauvage, Troarn) ; [Radulfus de] Fornovilla en 1142 - 1164 (cartulaire de Saint-Évroult, f° 113 v°) ; Furnovilla, sans date (archives du Calvados, H 7821) ; Fraxini villa en 1172 ; [Odo de] Fornovilla en 1201 (cha. Jum. 281) ; Fornouvilla en 1226 ; Fernouville en 1253 ; Fournoville en 1382 ; Fournoufville en 1388,.
La forme latinisée de 1172 est isolée et correspond à une latinisation erronée d'après fraxinus « frêne ». En effet, les toponymes en -ville n'entrent jamais, en principe, en composition avec des noms de végétaux. En outre, elle ne colle pas phonétiquement : l'évolution aurait dû se faire en *Fre(s)neville.
Il s'agit d'un nom de lieu caractéristique en -ville, domaine rural du haut Moyen Âge, composé avec un nom de personne, selon le cas général. Les auteurs ont tous proposé d'identifier un anthroponyme germanique pour expliquer le premier élément Frénou- : soit Furnolf ou Frunolf, soit *Fornulfus (non attesté), voire Farnulfus. L'amuïssement (ou assimilation) du [f] final (cf. Guenouville, Hondouville, Fatouville, etc.) ne pose pas de problème et la présence d'un -o- dans les formes anciennes constitue la trace de l'élément -ulf / -olf. Il existe une autre possibilité, à savoir *Fornoldus, dont proviendrait l'actuel patronyme Fournaud. Cependant, la répartition de ce patronyme dans le domaine occitan et par ailleurs étranger à la Normandie ne va pas dans le sens de cette explication. 
Ernest Nègre, visiblement inspiré par Marie-Thérèse Morlet avant lui, qui voyait dans Fernou-, un Farinulf, s'est sans doute fondé, comme elle, uniquement sur la forme Fernouville de 1253, « peut-être erronée » selon François de Beaurepaire, en tout cas isolée. Les formes les plus anciennes sont incompatibles avec Farinulf ou Farnulfus (la désinence -us latinise, ces noms apparaissant pour l'essentiel dans des documents rédigés en latin médiéval). En tout cas, la mise au jour de nouvelles formes anciennes rend cette hypothèse caduque.
Remarque : Furnulfus (Furnulf) est attestée en germanique continental dans un texte latin médiéval, ainsi que sous la forme Furnulf dans un texte en vieux norrois. Un élément FORN sert par ailleurs à former des anthroponymes en ancien scandinave, tel que Fornbogi, d'où un possible *Fornulfr, ce qui rejoint l'hypothèse *Fornulfus (voir supra), les deux noms restant hypothétiques.

## Histoire

Reproduction d'une borne milliaire romaine découverte en 1804 sur le territoire de la commune.

### Antiquité
Des fouilles archéologiques et des analyses morphologiques des squelettes exhumés ont été réalisées par le CRAHM de l'Université de Caen, dans une nécropole gallo-romaine où l'on trouve notamment des tombes masculines du IVe siècle. L'analyse des ossements met en évidence l'existence de deux groupes humains distincts. Le premier, le plus important, est constitué d'hommes issus du peuplement local, caractérisés entre autres par une tendance à la brachycéphalie, une stature faible et gracile. 
L'autre est représenté par des individus robustes et de grande taille, dont la morphologie est inconnue dans la région avant le IVe siècle. Le mobilier funéraire, les armes et les insignes honorifiques recueillis lors de la fouille ont été identifiés comme typique de militaires romains d'origine germanique arrivés pour renforcer le litus Saxonicum dans le cadre du tractus Armoricanus et Nervicanus. L'étude globale du site montre que ces militaires germains sont venus avec femmes et enfants, ce qui semble cohérent, car le code théodosien interdisait le mariage de « barbares » (en l'occurrence ces Germains orientaux) avec des citoyens romains (ici les indigènes celtes romanisés). On aurait donc la preuve de la coexistence de deux groupes humains qui ne se sont pas encore mélangés.
De nombreux sites analogues ont été trouvés dans la région : Bellengreville, Saint-Martin-de-Fontenay ou encore Airan. Cependant dans certains cas, il est impossible d'affirmer s'il s'agit de Germains orientaux ou de Sarmato-alains.

## Politique et administration
| Période                                  | Période   | Identité      | Étiquette | Qualité                            |
| ---------------------------------------- | --------- | ------------- | --------- | ---------------------------------- |
| Les données manquantes sont à compléter. |           |               |           |                                    |
| v. 1946                                  | 1964 ?    | Désiré Duclos |           | Ancien combattant, maire honoraire |
| 1964                                     | juin 1995 | Henri Enée    |           | Maire honoraire                    |
| juin 1995                                | mai 2020  | Monique Paris | SE        | Retraitée                          |
| mai 2020                                 | En cours  | Alain Porquet | SE        | Cadre bancaire                     |

## Démographie
L'évolution du nombre d'habitants est connue à travers les recensements de la population effectués dans la commune depuis 1793. Pour les communes de moins de 10 000 habitants, une enquête de recensement portant sur toute la population est réalisée tous les cinq ans, les populations de référence des années intermédiaires étant quant à elles estimées par interpolation ou extrapolation. Pour la commune, le premier recensement exhaustif entrant dans le cadre du nouveau dispositif a été réalisé en 2008.
En 2022, la commune comptait 2 022 habitants, en évolution de +2,95 % par rapport à 2016 (Calvados : +1,58 %, France hors Mayotte : +2,11 %).
| 1793 | 1800 | 1806 | 1821 | 1831 | 1836 | 1841 | 1846 | 1851 |
| ---- | ---- | ---- | ---- | ---- | ---- | ---- | ---- | ---- |
| 351  | 333  | 386  | 428  | 418  | 488  | 461  | 475  | 448  |

| 1856 | 1861 | 1866 | 1872 | 1876 | 1881 | 1886 | 1891 | 1896 |
| ---- | ---- | ---- | ---- | ---- | ---- | ---- | ---- | ---- |
| 481  | 493  | 457  | 420  | 378  | 333  | 336  | 350  | 329  |

| 1901 | 1906 | 1911 | 1921 | 1926 | 1931 | 1936 | 1946 | 1954 |
| ---- | ---- | ---- | ---- | ---- | ---- | ---- | ---- | ---- |
| 338  | 330  | 350  | 386  | 368  | 428  | 378  | 472  | 465  |

| 1962 | 1968 | 1975 | 1982  | 1990  | 1999  | 2006  | 2008  | 2013  |
| ---- | ---- | ---- | ----- | ----- | ----- | ----- | ----- | ----- |
| 585  | 741  | 938  | 1 124 | 1 266 | 1 478 | 1 593 | 1 624 | 1 960 |

| 2018  | 2022  | - | - | - | - | - | - | - |
| ----- | ----- | - | - | - | - | - | - | - |
| 1 933 | 2 022 | - | - | - | - | - | - | - |

## Lieux et monuments
Jeanine Gille a initié la restauration de la chapelle du Poirier, au hameau du Poirier, sise à proximité du cimetière.
- Église Saint-Martin de Frénouville.
- Chapelle Notre-Dame du Poirier.
- Une borne milliaire gallo-romaine dédiée à l'empereur Trajan a été retrouvée en 1804[réf. à confirmer][29]. Elle a été exposée au musée ethnographique de Caen.

## Personnalités liées à la commune
Cédric Bienfait (1819 - 1887 à Frénouville), banquier et homme politique, fut maire de Frénouville de 1878 à 1884.
La tombe de Léonard Gille (1904-1971) se trouve au cimetière du Poirier, au hameau du Poirier. Une stèle signée du sculpteur caennais Petrus se trouve à proximité. Léonard Gille fut un grand résistant caennais. Après-guerre, il fut secrétaire, puis vice-président du conseil général du Calvados.
Son épouse, Louise Boitard (1907-2001), madame Léonard Gille, dite Jeanine Boitard et Jeanine Gille, d'après son nom dans la Résistance « Janine », repose à ses côtés.
Tout près se trouve la tombe de Serge Federmeyer-Sellier (1922-44), Croix de guerre et Médaille de la Résistance. Une rue de Frénouville porte son nom.

## Héraldique
| Blason de Frénouville | Blason  | D'or à la tour d'argent maçonnée de sable, ouverte du champ, soutenue de trois serres d'aigle de sable ordonnées 2 et 1. |
| Blason de Frénouville | Détails | Le statut officiel du blason reste à déterminer.                                                                         |